# Белвилл (Онтарио)

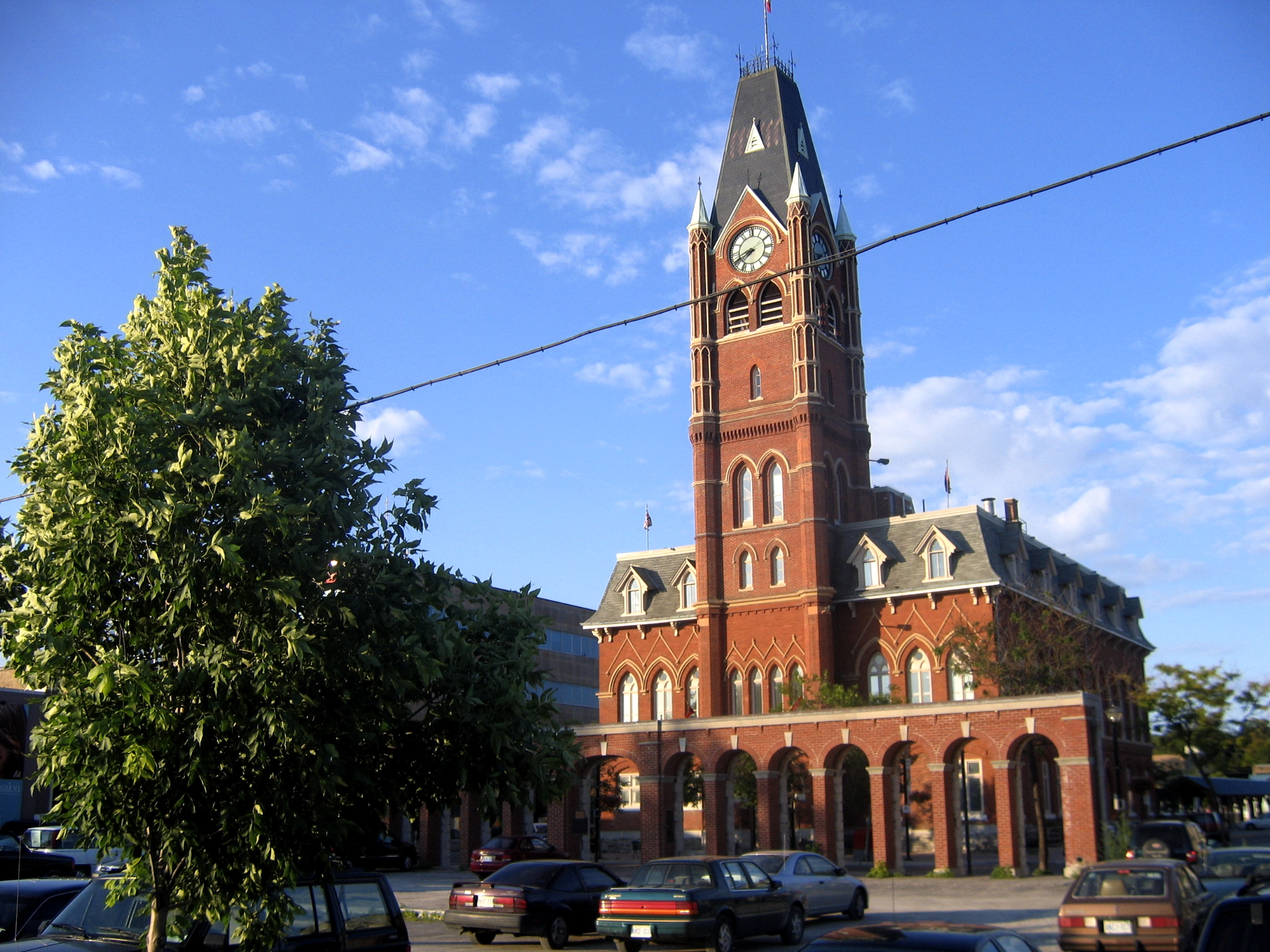
Белвилл

Белвилл (англ. и фр. Belleville, буквально «прекрасный город») — город в канадской провинции Онтарио в округе Гастингс. Расположен на восточной оконечности озера Онтарио, в устье реки Мойра и на берегу залива Куинт.
Территория города составляет 241,79 км². Согласно переписи 2001 г. в городе проживало 45 986 человек (190,19 чел./км²).

## Известные люди
- В городе родилась рок-певица Аврил Лавин.
- В городе родилась джаз- и рок-певица Ли Аарон
- Профессиональный хоккеист, двукратный обладатель Кубка Стэнли, нападающий «Чикаго Блэкхокс» Эндрю Шоу